# Митилена
Митилена или Митилини (гр:Μυτιλήνη, ен:Mytilene) је управно средиште и највећи град грчке округа Лезбос и периферије Северни Егеј, као истоименог острва Лезбос.

## Природни услови
Митилена се налази у крајње источном делу грчке државе. Град је смештен у источном делу острва Лезбос, у природној луци - омањем заливу, на свега 20ак километара од егејске обале Турске. Северно до града налази се брдовитији део острва, док се на југу налази мање брдовити и плодан део.
Клима у Митилени је средоземна, са жарким и дугим летима и благим и кишовитим зимама.

## Историја
Град Митилена је веома старо насеље, а први назнаци насељавања на њеоговом подручју вежу се за рану антику. У доба антике област Митилене и Лезбоса је била део подручја старе Грчке. Лезбос је био један од дванаест полиса тзв. "Јонске лиге" у 7. веку п. н. е. Владавина Римљана започела је у 2. веку п. н. е. и острво је било у саставу Провинције Азије.
Средњи век обележен је дугим византијским раздобљем од 6 векова битисања на острву. То је било време мира и благостања на острву. 1204. године после заузимања Цариграда од стране Крсташа Митилена је привремено била под њима до 1225. године. Те године оно се припаја обновљеној Византији, али под јаким утицајем Ђенове, која постепено, током целог 14. века, преузима власт над острвом и тиме спречава најезду Турака. Ово раздобље трајало је до 1460. године када отоманско царство заузима Митилену и острво. Турци острву дају име „Мидили“, из ког је изведено име данашњег града.
1822. године на острву се јављају одјеци Грчког Устанка, подигнутом у западним деловима Грчке, али будући да је на острву живело знатан број муслимана, веће акције се нису могле предузети. Ово подручје поново постало део савремене Грчке тек 1913. године. После Грчко-турског рата 1923. године на острву се населило много грчких избеглица из оближње Мале Азије, а острвски Турци су исељени у матицу.
Други светски рат и Грађански рат у Грчкој су тешко погодили ову област и град Митилену. Префектура је протеклих деценија била осавремењена, али то није спречило исељавање становништва из њеног већег дела, поготово из планинског подручја на северу и западу. Развој туризма спречио је одлив становништва и допринео афиримацији живота на острву. Град је током овог раздобља био поштеђен многих проблема везаних за префетуру, тј. њен сеоски део.

## Становништво
Митилена данас има око 25.000 становника у граду (1/4 острвског становништва) и још око 10.000 у ближој околини. Становништво су углавном етнички Грци. Током последњих пописа број становника се кретао следећим начином:
| 1981.  | 1991.  | 2001.  |
| ------ | ------ | ------ |
| 24.991 | 23.971 | 27.247 |

Кретање броја становника у општини по пописима:
| 1991.  |
| ------ |
| 33,157 |

## Привреда
Митилена је најважније привредно средиште острва. То је и важан туристички и управни центар у овом делу Грчке, као и дистрибутивни центар за пољопривреду околних села.
Град је и велика лука. Поред тога, град поседује и међународни аеродром, уадљен пар километара јужно од града и упослен највише лети током главне туристичке сезоне.

## Градови побратими
| - / Брод, Република Српска (од 2003) |